# Skiofile
Skiofile (gr. skiá=cień + philèō=lubię) – organizmy cieniolubne. W odniesieniu do roślin często używa się też określenia skiofity. Często chodzi tu raczej o organizmy cienioznośne, które mają wysokie wymagania odnośnie do wilgotności, lub o organizmy nie wytrzymujące konkurencji w miejscach nasłonecznionych. np. przylaszczka. 
Skiofilność może się zmieniać w ciągu rozwoju, np. siewki licznych drzew leśnych (buka, świerka) są silnie skiofilne natomiast później drzewa te wymagają znacznie więcej światła.